# 腾势D9
腾势D9是比亚迪汽车的高端品牌腾势生产和制造的一款纯电动汽车和插电式混合动力多功能休旅車。D9于2022年5月首次亮相，是该品牌重组后的首款腾势车型。它基于比亚迪的e-Platform 3.0架构（用于EV车型）和DM-i平台（用于插电式混合动力车型）构建。

## 概述
D9于2022年5月16日在中国推出，其外观、内饰设计以及名称将于2022年4月中下旬公布。中国市场的销售于2022年8月23日开始，首台量产车将于2022年10月21日下线，交付将于2022年10月25日开始。它于2023年3月在泰国举行的第44届曼谷国际车展上全球首次亮相。
车内配备七块信息娱乐屏幕，其中前排三块，包括10.25英寸仪表盘、15.6英寸中控屏、抬头显示。第二排座椅前排靠背两块屏幕，第二排扶手两块屏幕。前排座椅之间还设有冰箱，方便第二排乘客使用。TS Link智能交互座舱还提供安卓手机屏幕镜像功能。第二排船长椅为10向可调座椅，并配有脚踏板、加热、通风和10点按摩功能。还配备三个快速无线手机充电器。

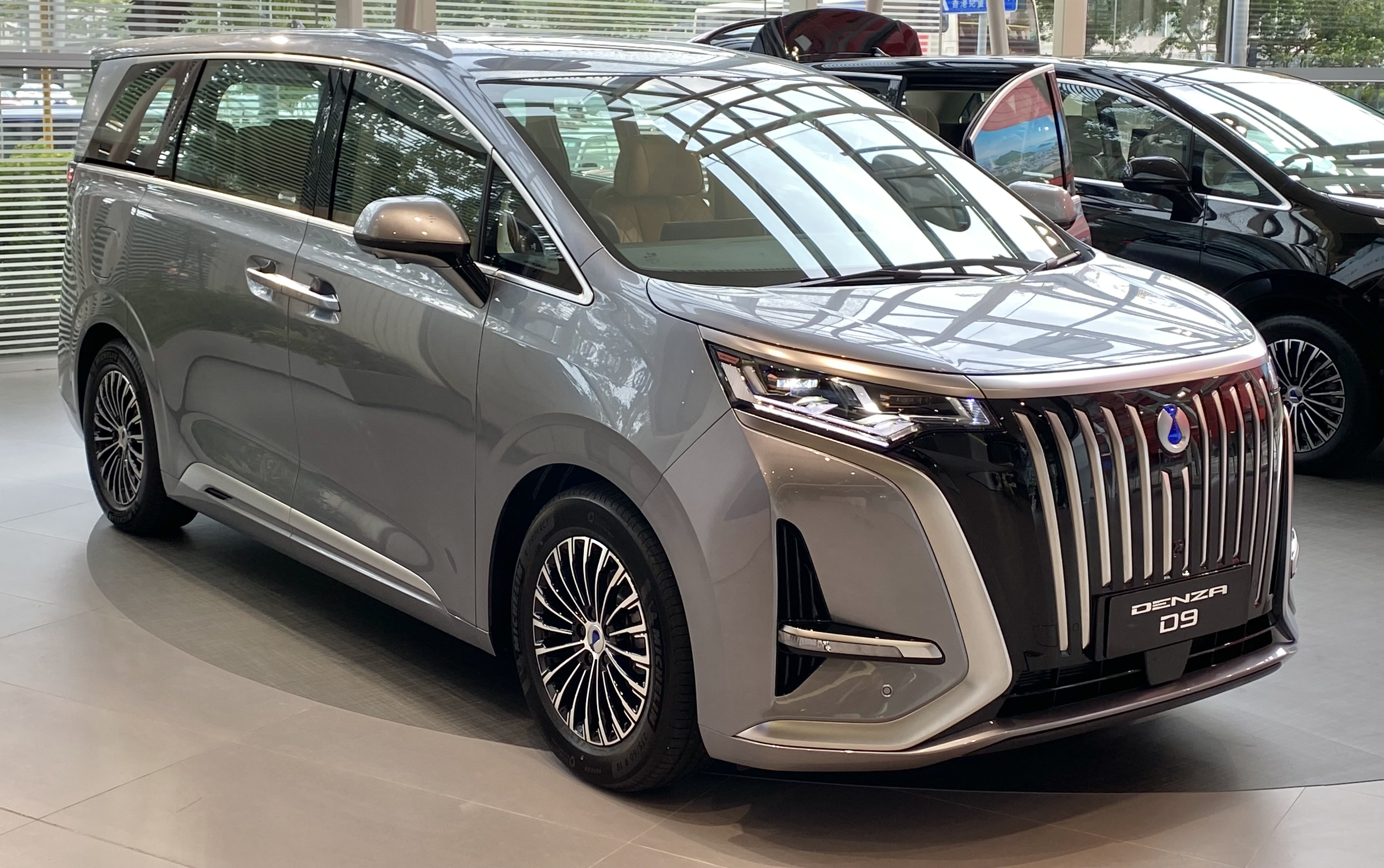
腾势D9 EV
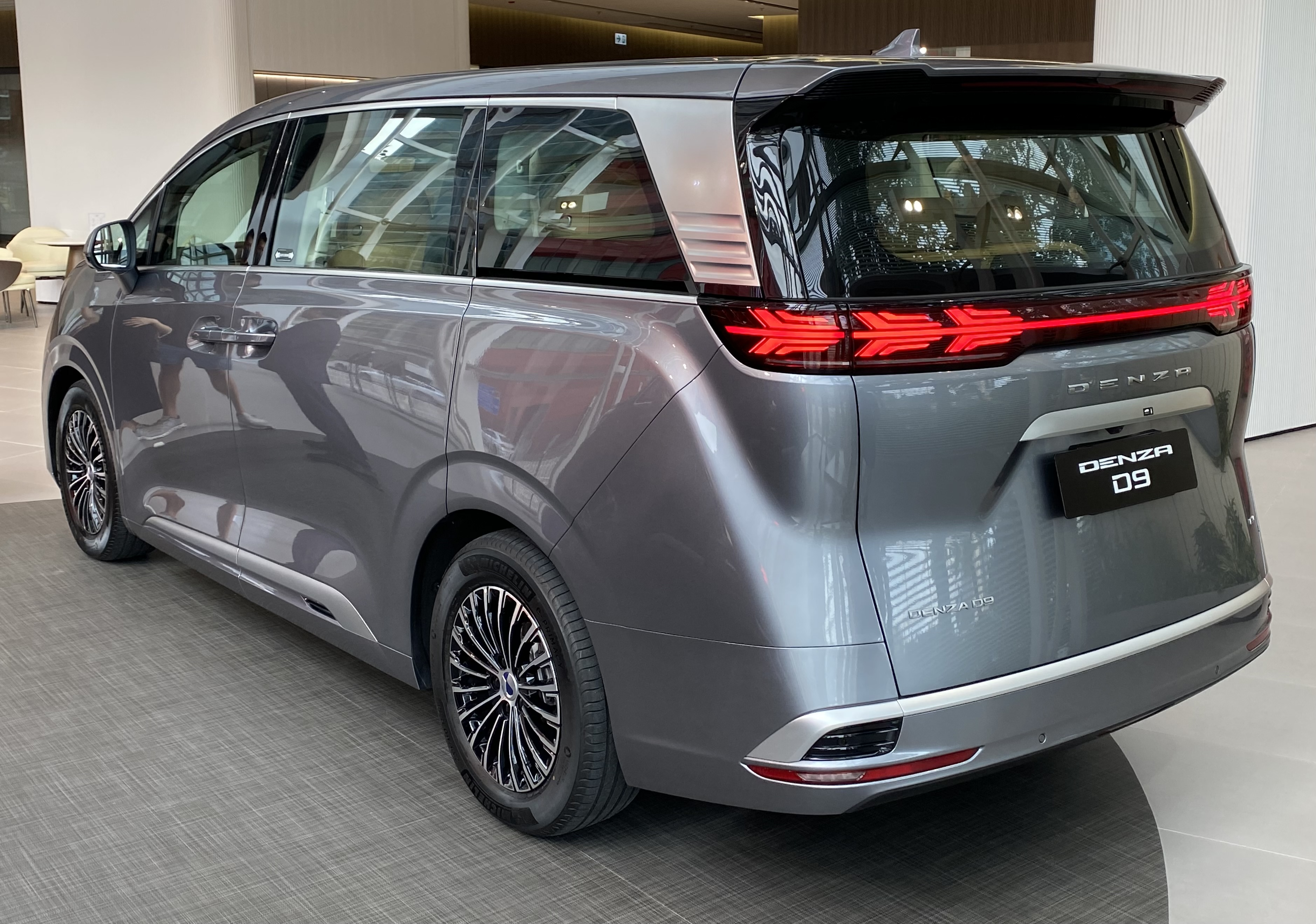
后视图
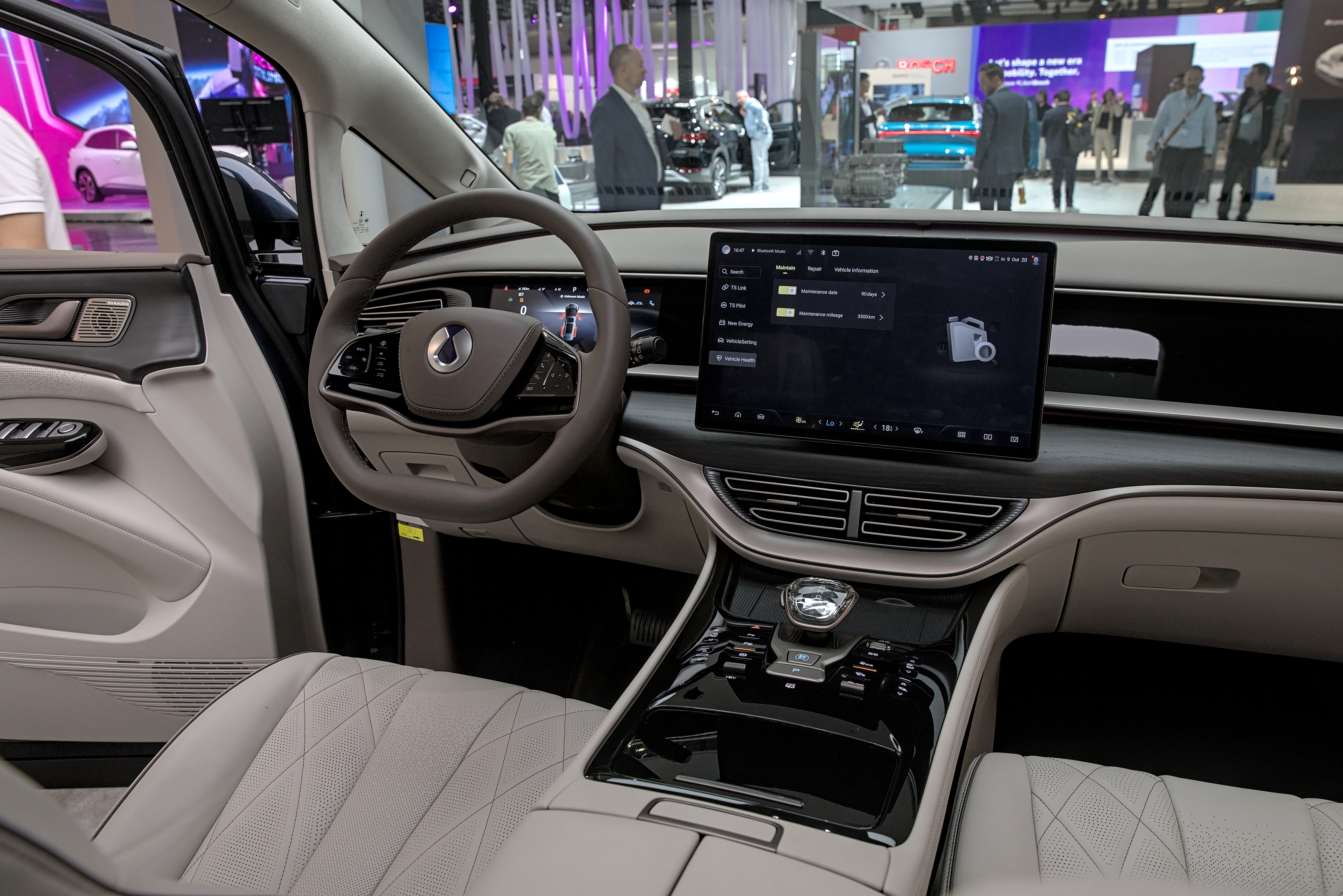
内饰（前部）
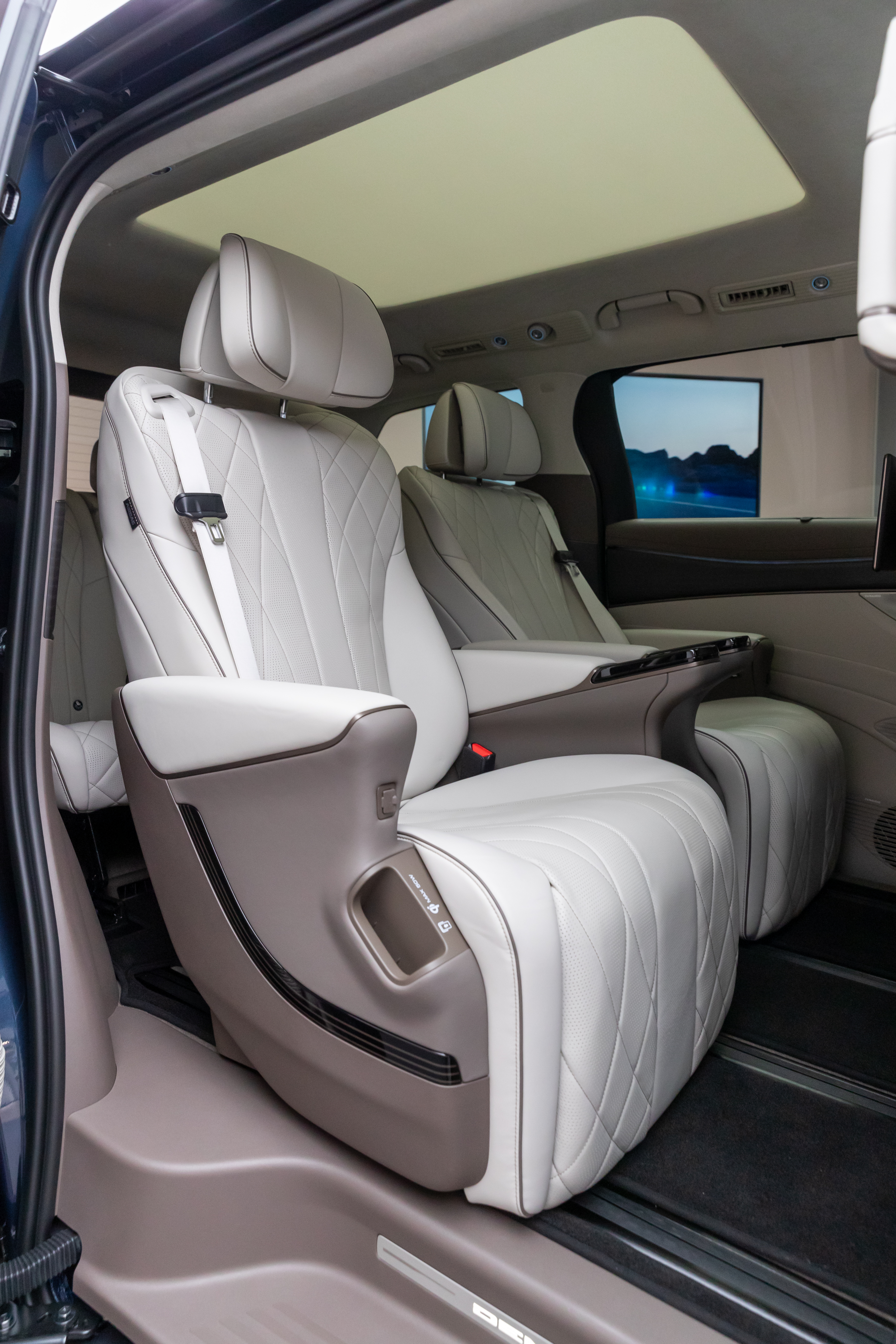
后排座椅

## 动力传动系统

### D9 DM-i
插电式混合动力车型的续航里程在945至1,040 km（587至646 mi）之间，纯电动续航里程为190 km（118 mi），提供高达80 kW的直流快速充电，油耗为6.2 l/100 km（16.1 km/l；37.9 mi/US gal）。动力来自1.5升涡轮增压汽油发动机，搭配DM-i EHS170电动混合动力系统中的电动机和三合一后驱混合动力组件。
| 型号         | 引擎                                 | 引擎             | 引擎                            | 变速器 | 电池             | 设计 | 电动机    | 电动机                   | 电动机                       | 组合系统                 | 组合系统                        | 0–100 km/h（62 mph）（声称） | 电动范围         | 电动范围        | 续航里程           | 日历年    |
| 型号         | 位移                                 | 功率             | 扭矩                            | 变速器 | 电池             | 设计 | 类型      | 功率                     | 扭矩                         | 功率                     | 扭矩                            | 0–100 km/h（62 mph）（声称） | NEDC             | WLTP            | NEDC               | 日历年    |
| ------------ | ------------------------------------ | ---------------- | ------------------------------- | ------ | ---------------- | ---- | --------- | ------------------------ | ---------------------------- | ------------------------ | ------------------------------- | ---------------------------- | ---------------- | --------------- | ------------------ | --------- |
| DM-i 965     | BYD476ZQC 1,497 cc（1.5 L） I4 turbo | 102 kW（137 hp） | 231 N·m（23.6 kg·m；170 lb·ft） | E-CVT  | 20.39 kWh 锂离子 | FWD  | 前PMSM    | 170 kW（228 hp；231 PS） | 340 N·m（251 lb·ft）         | 221 kW（296 hp；300 PS） | 571 N·m（421 lb·ft）            | 9.5秒                        | 98 km（61 mi）   | 75 km（47 mi）  | 965 km（600 mi）   | 2022–至今 |
| DM-i 1040    | BYD476ZQC 1,497 cc（1.5 L） I4 turbo | 102 kW（137 hp） | 231 N·m（23.6 kg·m；170 lb·ft） | E-CVT  | 40.06 kWh 锂离子 | FWD  | 前PMSM    | 170 kW（228 hp；231 PS） | 340 N·m（251 lb·ft）         | 221 kW（296 hp；300 PS） | 571 N·m（421 lb·ft）            | 9.5秒                        | 190 km（118 mi） | 155 km（96 mi） | 1,040 km（646 mi） | 2022–至今 |
| DM-i 970 AWD | BYD476ZQC 1,497 cc（1.5 L） I4 turbo | 102 kW（137 hp） | 231 N·m（23.6 kg·m；170 lb·ft） | E-CVT  | 40.06 kWh 锂离子 | AWD  | 前PMSM    | 170 kW（228 hp；231 PS） | 340 N·m（251 lb·ft）         | 299 kW（401 hp）         | 681 N·m（69.4 kg·m；502 lb·ft） | 7.9 seconds                  | 180 km（112 mi） | 145 km（90 mi） | 970 km（603 mi）   | 2022–至今 |
| DM-i 970 AWD | BYD476ZQC 1,497 cc（1.5 L） I4 turbo | 102 kW（137 hp） | 231 N·m（23.6 kg·m；170 lb·ft） | E-CVT  | 40.06 kWh 锂离子 | AWD  | Rear PMSM | 45 kW（60 hp）           | 110 N·m（11 kg·m；81 lb·ft） | 299 kW（401 hp）         | 681 N·m（69.4 kg·m；502 lb·ft） | 7.9 seconds                  | 180 km（112 mi） | 145 km（90 mi） | 970 km（603 mi）   | 2022–至今 |
| References:  |                                      |                  |                                 |        |                  |      |           |                          |                              |                          |                                 |                              |                  |                 |                    |           |

### D9 EV
纯电动版续航里程为620 km（385 mi），搭载容量为103kWh的LFP电池。EV车型的最大DC充电功率为166 kW。对于中国市场车型，D9 EV在两个后侧板上都有充电端口，因此可以组合使用较慢的充电器来实现最大速率。
| 型号   | 电池                    | 设计 | 电动机 | 电动机 | 功率                     | 扭矩                            | 0—100 km/h（0—62 mph）（声称） | 射程（声称）     | 射程（声称）     | 射程（声称）     | 日历年    |
| 型号   | 电池                    | 设计 | 电动机 | 电动机 | 功率                     | 扭矩                            | 0—100 km/h（0—62 mph）（声称） | CLTC             | NEDC             | WLTP             | 日历年    |
| ------ | ----------------------- | ---- | ------ | ------ | ------------------------ | ------------------------------- | ------------------------------ | ---------------- | ---------------- | ---------------- | --------- |
| EV 620 | 103.36 kWh LFP 刀片电池 | FWD  | 正面   | PMSM   | 230 kW（308 hp；313 PS） | 360 N·m（36.7 kg·m；266 lb·ft） | 9.5秒                          | 620 km（385 mi） | 600 km（373 mi） | 520 km（323 mi） | 2022–至今 |
| EV 600 | 103.36 kWh LFP 刀片电池 | AWD  | 正面   | PMSM   | 230 kW（308 hp；313 PS） | 360 N·m（36.7 kg·m；266 lb·ft） | 6.9秒                          | 600 km（373 mi） | 580 km（360 mi） | 480 km（298 mi） | 2022–至今 |
| EV 600 | 103.36 kWh LFP 刀片电池 | AWD  | 后部   | PMSM   | 45 kW（60 hp；61 PS）    | 110 N·m（11 kg·m；81 lb·ft）    | 6.9秒                          | 600 km（373 mi） | 580 km（360 mi） | 480 km（298 mi） | 2022–至今 |
| EV 600 | 103.36 kWh LFP 刀片电池 | AWD  | 合并： | 合并： | 275 kW（369 hp；374 PS） | 470 N·m（47.9 kg·m；347 lb·ft） | 6.9秒                          | 600 km（373 mi） | 580 km（360 mi） | 480 km（298 mi） | 2022–至今 |
| 参考:  |                         |      |        |        |                          |                                 |                                |                  |                  |                  |           |

## 市场

### 中国
针对中国市场，D9最初提供七种不同电池选项的装饰级别，其中包括DM-i车型的四种装饰和EV车型的三种装饰，装饰级别名称包括Deluxe（仅限DM-i）Premium和Flagship（所有车型）。电池动力系统选项因车型和装饰而异。
一款名为PREMIER创始版的限量超豪华车型在首次推出时宣布，并于2023年4月在2023年上海车展上亮相。PREMIER创始版限量发售99辆，采用双色外漆，内部配置为4座。最终量产车型将于2023年11月在广州车展上亮相，并于2024年2月4日开始交付。
2023年8月5日，DM-i Premium车型获得了新的前轮驱动动力系统选项，续航里程为965 km（600 mi）。
2024年3月，针对2024车型年，D9进行了首次更新，包括标准自动软关闭门、新的米色内饰颜色（市场称为“旷达米”、物理方向盘按钮取代触摸感应按钮、所有饰件上的标准加热方向盘、中央控制台上的附加按钮以及车载冰箱。动力系统选项也进行了更新；DM-i 车型收到了两个新选项，包括全轮驱动的980 km（609 mi）（Premium和Flagship）和前轮驱动的1,050 km（652 mi）（Premium），而EV Premium车型收到了全轮驱动动力系统选项，续航里程为660 km（410 mi）。DM-i 的 970 km（603 mi） 续航里程选项切换为前轮驱动布局，仅适用于Deluxe内饰（替代945选项）。EV 620 Premium和EV 600 Flagship AWD内饰是从上一车型年延续下来的。DM-i 980 Premium AWD有两种不同的配置。4座配置选项也将于2024年作为限量版车型回归，称为Pioneer。
2024年12月，针对2025车型年，D9进行了第二次更新，其中DM-i车型转向第五代 DM-i 平台并获得了更新的格栅图案设计，而该系列的所有装饰都标配安装在车顶中央前部的LiDAR传感器，以及比亚迪的“天神之眼”BAS 3.0+ 高级辅助驾驶系统。豪华版作为新的基础装饰推出，取代了DM-i车型的豪华版，并添加到EV车型中。DM-i车型增加了两种新的动力系统选项：全轮驱动的1,020 km（634 mi）（Premium和Flagship）和前轮驱动的 1,100 km（684 mi）（Luxury）。在EV车型上，Premium AWD的电池续航里程恢复到其初始发布版本 600 km（373 mi），而620 Premium内饰则更名为“620 Luxury”。EV 600 Flagship AWD内饰仍沿用上一车型年的设计。其他变化包括新的星空灰外观颜色、前排乘客的附加仪表板屏幕、10屏互联、第二排零重力座椅、第三排座椅的电动座椅调节以及车载冰箱的更新加热和冷却支持。DM-i 1020 Premium AWD有三种不同的配置可供选择。

### 香港
D9于2024年6月24日在香港推出，同时首次推出右侧驾驶版本。香港是首个推出该款车型的右驾市场，也是腾势首个海外市场。该款车型仅提供EV车型，有前轮驱动和全轮驱动两种布局。

### 东南亚

#### 柬埔寨
柬埔寨成为第一个接收腾势D9的东盟国家，该国将于2024年7月14日开始交付D9。

#### 印度尼西亚
D9是第一款在印度尼西亚上市的腾势车型，于2025年1月22日与腾势品牌一起在印度尼西亚上市，在2024年亮相的中国左驾车型预演之后。该车从中国进口，仅提供一种前轮驱动的未命名电动车型。

#### 马来西亚
D9是第一款在马来西亚销售的腾势车型，于2025年2月20日与腾势品牌一起在马来西亚推出。马来西亚市场的D9从中国进口，仅提供电动汽车车型，提供两种型号：前轮驱动的Advanced和全轮驱动的Premium。

#### 新加坡
继2024年1月中国左驾车型预展后，D9于2024年10月1 日在新加坡市场推出。该车从中国进口，仅提供电动车型，提供两种型号：前轮驱动的Elite和全轮驱动的Grandeur。

#### 泰国
D9是第一款在泰国销售的腾势汽车，于2024年11月1日开始销售。泰国市场的D9从中国进口且仅提供电动汽车车型，提供两种型号：前轮驱动的Premium和全轮驱动的Performance。

## 销量
D9在首次推出后不久，30分钟内就收到了3,000份预订单。发布当天24小时内，共收到5679份预订单。截至2022年7月，推出两个月内预购量已突破3万份。截至2023年11月，D9的销量已超过100,000台。
2023年9月24日，时隔11个月，第100,000辆D9（深蓝色DM-i型）下线。
| 年份 | 中国    | 中国  | 中国    |
| 年份 | D9 DM-i | D9 EV | 总产量  |
| ---- | ------- | ----- | ------- |
| 2022 | 9,803   | 0     | 9,803   |
| 2023 | 111,560 | 7,035 | 118,595 |
| 2024 | 97,948  | 4,862 | 102,810 |